# حامد مودبو ديالو
حامد مودبو ديالو (بالفرنسية: Hamed Modibo Diallo)‏ (مواليد 18 ديسمبر 1976) هو لاعب كرة قدم من كوت ديفوار متقاعد كان يجيد اللعب في مركز المهاجم.

## المسيرة الرياضية

### الأندية
ولد ديالو في زاهيا، ساحل العاج وبدأ مسيرته الرياضية في فرنسا في أكاديمية الشباب في لوهافر ثم لعب في وقت لاحق مع ستاد لافال وأميين وأنجيه وكذلك مع الريان في قطر وهاماربي في السويد وتوريس في إيطاليا وفيرتون في بلجيكا. كان هداف دوري الدرجة الثانية الفرنسي مرتين: في عام 1999 مع ستاد لافال وفي عام 2002 مع أميين.
ذهب ديالو إلى الولايات المتحدة في عام 2007 للعب لفريق روشستر رينغ رينوس في دوري الدرجة الأولى الأمريكي. خلال موسم 2007 مع روتشستر بدأ ديالو بداية منتظمة مع المهاجم الإنجليزي ماثيو ديليكيت. ومع ذلك أصبح ديالو تدريجيا خلال عام 2008 عضوا أقل تكرارا في تشكيلة المدرب الجديد دارين تيلي ولم يلعب في نهاية المطاف سوى 474 دقيقة في 13 مباراة خلال موسم 2008.
في 9 يوليو 2008 انتقل ديالو إلى كارولينا ريلهوكس في مقابل جميل ووكر. قدم ديالو موسم رائع مع ريلهوكس في موسمه الأول حيث سجل ثلاثية في مواجهة سياتل ساوندرز على الرغم من خسارته للمباراة بنتيجة 4-3. أنهى الموسم بتسجيله سبعة أهداف وصناعة ثلاثة أهداف في 16 مباراة ليحصد ريلهوكس 17 نقطة. على الرغم من الموسم الأول الواعد فشل ديالو للأسف في استعادة شكله السابق الذي سيطر على موسم 2008 مما أدى إلى قصر وقت اللعب خلال موسم 2009. في 8 مارس 2010 أعلن ريال ماريلاند مونارتشس عن التعاقد مع ديالو لموسم 2010.

### المنتخب
ديالو لعب لمنتخب ساحل العاج لكرة القدم في كأس الأمم الأفريقية لكرة القدم 2000.

## الإنجازات
- هداف دوري الدرجة الثانية الفرنسي (2): 1999 برصيد 20 هدف و2002 برصيد 18 هدف.